# Roger Sessions
Roger Huntington Sessions, (Brooklyn, Nova York, 28 de desembre, 1896 - Princeton (Nova Jersey), 16 de març, 1985), va ser un compositor nord-americà.

## Biografia
Sessions va passar la major part de la seva infància a la casa ancestral de la seva família a Hadley, Massachusetts. La seva mare, Ruth Huntington Sessions, era descendent directe de Samuel Huntington, qui va signar conjuntament la Declaració d'Independència dels Estats Units. Sessions van mostrar d'hora un extraordinari talent intel·lectual i musical. Als catorze anys va ser acceptat a la Universitat Harvard, on va estudiar amb Edward Burlingame Hill. L'any 1913 va tenir el seu primer contacte amb la nova música a través d'algunes de les peces per a piano de Schönberg i la Petruixka de Stravinski, que li van causar una profunda impressió. Després de quatre anys a Harvard, va continuar estudiant composició a la Universitat Yale amb Horatio Parker, seguit de lliçons amb Ernst Bloch, l'assistent del qual va esdevenir al "Cleveland Institute of Music" el 1921. Als 20 anys, va aconseguir la seva primera feina docent a "Smith College". The Black Maskers Suite, una de les seves obres més interpretades, va ser composta per a una actuació a Smith College.
L'any 1925, Sessions va iniciar la seva estada a Europa, que havia de durar -amb interrupcions- vuit anys. Va rebre una beca Guggenheim, un Prix de Rome i, el 1931, una beca de la Fundació Carnegie. Va viure amb la seva dona Barbara principalment a Florència i Roma, i el 1931 es van traslladar a Berlín. Sessions també va viatjar molt per Europa i va conèixer algunes de les lluminàries de l'època, com Pierre Monteux, Otto Klemperer i Alban Berg. Les obres escrites durant aquest període inclouen la primera sonata per a piano, la primera simfonia i els tres preludis corals per a orgue. Una part més gran del concert per a violí també es va compondre a Europa.
El 1928 va fundar els "Copland Sessions Concerts" amb Aaron Copland, que van comptar amb les estrenes a Nova York d'obres de (entre d'altres) Carlos Chávez, Walter Piston, Henry Cowell, Marc Blitzstein, Leo Ornstein, George Antheil, Paul Bowles i Virgil Thomson.
Sessions va sortir d'Europa el 1933, poc després que els nazis arribessin al poder a Alemanya, i van tornar a la seva terra natal. Un any després del seu retorn d'Europa, va començar a ensenyar a la Universitat de Princeton, que va durar gairebé ininterrompudament durant 50 anys. Durant els seus anys a Princeton, la seva reputació com a compositor va començar a desenvolupar-se, i hi va haver diverses interpretacions de les seves obres. A més de completar el Concert per a violí, les seves composicions d'aquest període inclouen el Primer Quartet de corda, l'obra per a piano From My Diary, els Duos per a violí i piano i bona part de la Segona Simfonia. El 1946, Sessions va anar a la Universitat de Califòrnia a Berkeley, on va romandre durant vuit anys. Els anys 1933, 1940/41 i 1957 va exercir com a jurat a les Jornades Mundials de la Música de la Societat Internacional per a la Nova Música (ISCM World Music Days), on es van interpretar una darrere l'altra les següents obres: Simfonia núm. 1 (1929), Sonata per a piano (1931), Simfonia núm. 2 (1948), Quartet de corda núm. 2 (1954), Idil·li de Teòcrit (1956), Simfonia núm. 4 (1960). El 1965, després de la seva "retirada" de la docència, Sessions va acceptar una plaça com a professor de composició a la "Juilliard School of Music" de Nova York, que va ocupar fins al 1983, encara que cada cop més a temps parcial.

## Obra
Sessions va crear dues òperes, nou simfonies, concerts instrumentals, així com música de cambra i obres sagrades. Va escriure en un estil neoclàssic fins als anys 30, i després de 1950 també es va dedicar a la música dodecà. La seva segona sonata per a piano de 1946 és completament àtona. Va escriure la major part de la seva música entre els 50 i els 75 anys. La llista inclou, entre d'altres, sis de les seves nou simfonies, el quintet de corda, la segona i tercera sonates per a piano i la seva obra maestra, l'òpera Montezuma. Sessions va treballar en la composició d'aquesta òpera durant 25 anys; L'estrena, dirigida per Gustav Rudolf Sellner, va tenir lloc el 19 d'abril de 1964 a la Deutsche Oper Berlin.
Durant els seus 50 anys de carrera docent, Sessions va impartir classes a la Universitat de Princeton, a la Universitat de Califòrnia a Berkeley i a la Juilliard School. Entre els seus estudiants hi havia Milton Babbitt, David Diamond, Leon Kirchner, Ralph Shapey, Eric Salzman, Ellen Taaffe Zwilich, George Tsontakis, Andrew Imbrie i Hugo Weisgall.

## Recepció
Roger Sessions va ser un dels principals compositors nord-americans del segle xx. Les seves obres publicades abasten tot l'espectre de gèneres des de simfonies, música de cambra, òperes i música de piano solista. Moltes orquestres i solistes destacades li van encarregar obres, i va rebre dues vegades el premi Pulitzer.

## Treballs
- Visió general de les seves obres a Theodore Presser Musikverlag
- Oda a la gravetat: música antiga de Roger Sessions (àudio)
- Assaig del quartet de corda núm. 2 – The Griller String Quartet (18 d'octubre de 1953)

## Premis i guardons (selecció)
- 1938: Membre de l'Institut Nacional de les Arts i les Lletres
- 1959: membre honorari de la International Society for Contemporary Music ISCM[4]
- 1961: Membre de l'Acadèmia Americana de les Arts i les Ciències
- 1982: Premi Pulitzer/Música

## Sessions de publicacions
- Roger Sessions on Music; Collected Essays. Ed. Edward T. Cone. Princeton University Press
- Questions About Music. Harvard University Press; W.W. Norton & Co.
- The Musical Experience of Composer, Intèrpret, oient. Princeton University Press; Antheneum
- Harmonic Practice. Editor: Harcourt, Brace & World, 1951